# Hrad Toompea
Toompea (estonsky Toompea loss) je středověký hrad v estonském Tallinu, na vrchu Toompea. Jde o jeden z nejvýznamnějších estonských národních symbolů. Byl postaven a až do konce středověku užíván křižáky. Vznikl ve 13. století, v gotickém slohu. V současnosti zde sídlí parlament Estonské republiky.

## Historie
Osídlení na kopci existovalo nejpozději od 9. století. V roce 1219 místo obsadili dánští křižáci vedení králem Valdemarem II. Podle populární dánské legendy spadla vlajka Dánska (Dannebrog) z nebe právě při tomto dobývání (známém jako bitva u Lyndanisse). Dánové vystavěli základy kamenného hradu. Tento první hrad byl označován jako „hrad Dánů“, v archaické estonštině taani linna. Odtud je podle jedné z teorií odvozeno i jméno města Tallinn. V roce 1227 převzal hrad Řád mečových bratří, který zahájil přestavbu, která dala hradu podobu známou víceméně dodnes. O deset let později, v roce 1237, hrad opět připadl Dánsku, ale v roce 1346 byl prodán Řádu německých rytířů a zůstal v jeho rukou po zbytek středověku.
Němečtí rytíři vystavěli charakteristické věže. Největší z nich, Pikk Hermann, měří 48 metrů a dominuje panoramatu hradu. V současnosti je každý den na vrcholu věže při východu slunce vztyčována vlajka Estonska a při západu slunce je zase spouštěna. Livonská válka v Estonsku ukončila éru silného vlivu rytířských řádů a zahájila éru švédské nadvlády. Švédové přeměnili hrad z křižácké pevnosti na ceremoniální a administrativní centrum. V roce 1710 ztratilo Švédsko území dnešního Estonska ve prospěch Ruského impéria. Rusové sáhli k rozsáhlejší rekonstrukci a hrad se přeměnil spíše na palác. Ve východní části areálu bylo přistavěno nové křídlo v barokním a neoklasicistním stylu, podle návrhu architekta Johanna Friedricha Schultze. Sídlila zde správa Estonské gubernie a bydlel zde carský guvernér.
V 19. století byl také vytvořen veřejný park jihovýchodně od zámku a nedaleko byla postavena budova archivu. Po osamostatnění Estonska v roce 1918 se vláda rozhodla přestavět hrad pro národní parlament (Riigikogu). Rekonstrukci navrhli architekti Eugen Habermann a Herbert Johanson, trvala dva roky a byla dokončena v roce 1922. Exteriér zůstal tradiční a zachoval si středověký ráz, interiér se ale zcela proměnil a byl přestavěn v duchu expresionismu – vzniklo tak jediné expresionistické sídlo parlamentu na světě. V letech 1944–1990 ho používal Nejvyšší sovět Estonské SSR. Po osamostatnění Estonska roku 1991 se na hradě znovu usídlil parlament.